# Списък на висшите училища в България
Това е списък на висшите училища в България, наричани по-рано висши учебни заведения или съкратено ВУЗ.
Към 15 септември 2019 г. на територията на страната съществуват 50 акредитирани висши училища – университети, академии, колежи и др.
- Аграрен университет
- Академия за музикално, танцово и изобразително изкуство
- Академия на МВР
- Американски университет в България
- Бургаски свободен университет
- Варненски свободен университет „Черноризец Храбър“
- Великотърновски университет „Свети свети Кирил и Методий“
- Висше военноморско училище „Никола Вапцаров“
- Висше строително училище „Любен Каравелов“
- Висше транспортно училище „Тодор Каблешков“
- Висше училище по агробизнес и развитие на регионите
- Висше училище по мениджмънт
- Висше училище по сигурност и икономика
- Висше училище по телекомуникации и пощи
- Военна академия „Георги Раковски“
- Европейски политехнически университет
- Европейско висше училище по икономика и мениджмънт
- Икономически университет
- Колеж по мениджмънт, търговия и маркетинг
- Лесотехнически университет
- Медицински университет, Плевен
- Медицински университет, Пловдив
- Медицински университет, София
- Медицински университет „Професор доктор Параскев Стоянов“, Варна
- Международно висше бизнес училище
- Минно-геоложки университет „Свети Иван Рилски“
- Национален военен университет „Васил Левски“
- Национална академия за театрално и филмово изкуство „Кръстьо Сарафов“
- Национална музикална академия „Професор Панчо Владигеров“
- Национална спортна академия „Васил Левски“
- Шуменски университет „Епископ Константин Преславски“Национална художествена академия
- Нов български университет
- Пловдивски университет „Паисий Хилендарски“
- Русенски университет „Ангел Кънчев“
- Софийски университет „Свети Климент Охридски“
- Стопанска академия „Димитър Ценов“
- Театрален колеж „Любен Гройс“
- Технически университет, Варна
- Технически университет, Габрово
- Технически университет, София
- Тракийски университет
- Университет „Проф. д-р Асен Златаров“
- Университет за национално и световно стопанство
- Университет по архитектура, строителство и геодезия
- Университет по библиотекознание и информационни технологии
- Университет по застраховане и финанси
- Университет по хранителни технологии
- Химикотехнологичен и металургичен университет
- Шуменски университет „Епископ Константин Преславски“
- Югозападен университет „Неофит Рилски“

## Галерия
- ВУЗ-ове в България
- Академия за музикално, танцово и изобразително изкуство
- Американски университет в България
- Варненски свободен университет
- Лесотехнически университет
- Национален военен университет
- Медицински университет, Плевен
- Технически колеж, Смолян
- Технически университет, Габрово